# Quruzma
Quruzma (ryska: Курузма) är en ort i Azerbajdzjan.   Den ligger i distriktet Sabirabad Rayonu, i den östra delen av landet, 110 km väster om huvudstaden Baku. Antalet invånare är 1 917.
Terrängen runt Quruzma är mycket platt. Närmaste större samhälle är Sabirabad, 14,4 km sydväst om Quruzma.
Trakten runt Quruzma består till största delen av jordbruksmark. Runt Quruzma är det ganska tätbefolkat, med 80 invånare per kvadratkilometer.